# Hoàn Sở
Hoàn Sở (tiếng Trung: 桓楚; bính âm: Huán Chǔ) là một chính quyền tồn tại ngắn ngủi do tướng Hoàn Huyền thành lập vào thời Đông Tấn trong lịch sử Trung Quốc. Chính quyền này tồn tại từ năm 403 đến năm 404.
Năm Nguyên Hưng thứ hai (403) dưới thời Tấn An Đế trị vì, Sở vương Hoàn Huyền khống chế triều đình trung ương Đông Tấn và chiếm đoạt chính quyền. Ngày 21 tháng 11 (ngày 20 tháng 12 năm 403 dương lịch), An Đế dâng ngọc tỉ, nhường ngôi cho Hoàn Huyền. Ngày 3 tháng 12 (ngày 1 tháng 1 năm 404 dương lịch), Hoàn Huyền chính thức xưng đế, đặt quốc hiệu là "Sở", cải niên hiệu thành "Vĩnh Thủy". Để phân biệt giữa quốc hiệu Sở và chính quyền, các sử gia gọi chính quyền mà Hoàn Huyền lập ra là "Hoàn Sở".
Trên danh nghĩa, Hoàn Sở sau khi thành lập trực tiếp kế thừa lãnh thổ của Đông Tấn, song thực tế thì phạm vi thế lực chỉ bao gồm vùng trung hạ du Trường Giang ở phía đông Giang Lăng (nay là Giang Lăng, Hồ Bắc). Năm 404, Lưu Dụ đã lãnh đạo một số danh tướng khởi binh cần vương, quân Sở không địch nổi, Hoàn Huyền phải rút khỏi Kiến Khang và đem theo An Đế chạy về phía tây đến Giang Lăng. Cuối năm đó, Hoàn Huyền bại trận chết, em họ là Hoàn Khiêm (桓谦) đem quốc tỉ trả lại cho An Đế, Hoàn Sở diệt vong.
Sau khi Hoàn Sở diệt vong, gia tộc họ Hoàn vẫn liên tục đối kháng với quân triều đình Đông Tấn tại vùng trung du Trường Giang, song một vài năm sau đã bị tiêu diệt.

## Vua Hoàn Sở
| Miếu hiệu           | Thụy hiệu                    | Niên hiệu          | Tên                     | Thời gian sống | Thời gian tại vị                               |
| ------------------- | ---------------------------- | ------------------ | ----------------------- | -------------- | ---------------------------------------------- |
| Sở Thái Tổ (楚太祖) | Tuyên Vũ Hoàng đế (宣武皇帝) | －                 | Hoàn Ôn (桓温)          | 312－373       | được truy tôn, đương thời là đại thần Đông Tấn |
| －                  | Vũ Điệu Hoàng đế (武悼皇帝)  | Vĩnh Thủy (永始)   | Hoàn Huyền (桓玄)       | 369－404       | 403－404                                       |
| －                  | －                           | Thiên Khang (天康) | Hoàn Khiêm (桓谦)       | ？－410        | 404－405                                       |
| －                  | －                           | －                 | Hoàn Chấn (桓振)        | ？－405        | 405                                            |
| －                  | －                           | －                 | Hoàn Thạch Tuy (桓石綏) | ？－405        | 405                                            |
| Chú ý: 1.           |                              |                    |                         |                |                                                |

## Thế phả
|                                  |                                  |                                  |                                  |                                  |                                  |  |  |                          |                          |                          |                          | Hoàn Di (桓彝)           |                          |                   |                   |                               |                               |                               |                               |                               |                               |  |  |                         |                         |                         |                         |                         |                         |  |  |  |  |  |  |  |  |  |  |  |  |  |  |  |  |  |  |
|                                  |                                  |                                  |                                  |                                  |                                  |  |  |                          |                          |                          |                          |                          |                          |                   |                   |                               |                               |                               |                               |                               |                               |  |  |                         |                         |                         |                         |                         |                         |  |  |  |  |  |  |  |  |  |  |  |  |  |  |  |  |  |  |
|                                  |                                  |                                  |                                  |                                  |                                  |  |  |                          |                          |                          |                          |                          |                          |                   |                   |                               |                               |                               |                               |                               |                               |  |  |                         |                         |                         |                         |                         |                         |  |  |  |  |  |  |  |  |  |  |  |  |  |  |  |  |  |  |
| Hoàn Ôn 312-373                  | Hoàn Ôn 312-373                  | Hoàn Ôn 312-373                  | Hoàn Ôn 312-373                  | Hoàn Ôn 312-373                  | Hoàn Ôn 312-373                  |  |  |                          |                          |                          |                          | Hoàn Khoát (桓豁)        | Hoàn Khoát (桓豁)        | Hoàn Khoát (桓豁) | Hoàn Khoát (桓豁) | Hoàn Khoát (桓豁)             | Hoàn Khoát (桓豁)             |                               |                               |                               |                               |  |  | Hoàn Xung (桓冲)        | Hoàn Xung (桓冲)        | Hoàn Xung (桓冲)        | Hoàn Xung (桓冲)        | Hoàn Xung (桓冲)        | Hoàn Xung (桓冲)        |  |  |  |  |  |  |  |  |  |  |  |  |  |  |  |  |  |  |
| Hoàn Ôn 312-373                  | Hoàn Ôn 312-373                  | Hoàn Ôn 312-373                  | Hoàn Ôn 312-373                  | Hoàn Ôn 312-373                  | Hoàn Ôn 312-373                  |  |  |                          |                          |                          |                          | Hoàn Khoát (桓豁)        | Hoàn Khoát (桓豁)        | Hoàn Khoát (桓豁) | Hoàn Khoát (桓豁) | Hoàn Khoát (桓豁)             | Hoàn Khoát (桓豁)             |                               |                               |                               |                               |  |  | Hoàn Xung (桓冲)        | Hoàn Xung (桓冲)        | Hoàn Xung (桓冲)        | Hoàn Xung (桓冲)        | Hoàn Xung (桓冲)        | Hoàn Xung (桓冲)        |  |  |  |  |  |  |  |  |  |  |  |  |  |  |  |  |  |  |
|                                  |                                  |                                  |                                  |                                  |                                  |  |  |                          |                          |                          |                          |                          |                          |                   |                   |                               |                               |                               |                               |                               |                               |  |  |                         |                         |                         |                         |                         |                         |  |  |  |  |  |  |  |  |  |  |  |  |  |  |  |  |  |  |
| Sở Vũ Điệu Đế Hoàn Huyền 369-404 | Sở Vũ Điệu Đế Hoàn Huyền 369-404 | Sở Vũ Điệu Đế Hoàn Huyền 369-404 | Sở Vũ Điệu Đế Hoàn Huyền 369-404 | Sở Vũ Điệu Đế Hoàn Huyền 369-404 | Sở Vũ Điệu Đế Hoàn Huyền 369-404 |  |  | Hoàn Thạch Kiền (桓石虔) | Hoàn Thạch Kiền (桓石虔) | Hoàn Thạch Kiền (桓石虔) | Hoàn Thạch Kiền (桓石虔) | Hoàn Thạch Kiền (桓石虔) | Hoàn Thạch Kiền (桓石虔) |                   |                   | Hoàn Thạch Tuy (桓石绥) ?-405 | Hoàn Thạch Tuy (桓石绥) ?-405 | Hoàn Thạch Tuy (桓石绥) ?-405 | Hoàn Thạch Tuy (桓石绥) ?-405 | Hoàn Thạch Tuy (桓石绥) ?-405 | Hoàn Thạch Tuy (桓石绥) ?-405 |  |  | Hoàn Khiêm (桓谦) ?-405 | Hoàn Khiêm (桓谦) ?-405 | Hoàn Khiêm (桓谦) ?-405 | Hoàn Khiêm (桓谦) ?-405 | Hoàn Khiêm (桓谦) ?-405 | Hoàn Khiêm (桓谦) ?-405 |  |  |  |  |  |  |  |  |  |  |  |  |  |  |  |  |  |  |
| Sở Vũ Điệu Đế Hoàn Huyền 369-404 | Sở Vũ Điệu Đế Hoàn Huyền 369-404 | Sở Vũ Điệu Đế Hoàn Huyền 369-404 | Sở Vũ Điệu Đế Hoàn Huyền 369-404 | Sở Vũ Điệu Đế Hoàn Huyền 369-404 | Sở Vũ Điệu Đế Hoàn Huyền 369-404 |  |  | Hoàn Thạch Kiền (桓石虔) | Hoàn Thạch Kiền (桓石虔) | Hoàn Thạch Kiền (桓石虔) | Hoàn Thạch Kiền (桓石虔) | Hoàn Thạch Kiền (桓石虔) | Hoàn Thạch Kiền (桓石虔) |                   |                   | Hoàn Thạch Tuy (桓石绥) ?-405 | Hoàn Thạch Tuy (桓石绥) ?-405 | Hoàn Thạch Tuy (桓石绥) ?-405 | Hoàn Thạch Tuy (桓石绥) ?-405 | Hoàn Thạch Tuy (桓石绥) ?-405 | Hoàn Thạch Tuy (桓石绥) ?-405 |  |  | Hoàn Khiêm (桓谦) ?-405 | Hoàn Khiêm (桓谦) ?-405 | Hoàn Khiêm (桓谦) ?-405 | Hoàn Khiêm (桓谦) ?-405 | Hoàn Khiêm (桓谦) ?-405 | Hoàn Khiêm (桓谦) ?-405 |  |  |  |  |  |  |  |  |  |  |  |  |  |  |  |  |  |  |
|                                  |                                  |                                  |                                  |                                  |                                  |  |  | Hoàn Chấn (桓振) ?-405   |                          |                          |                          |                          |                          |                   |                   |                               |                               |                               |                               |                               |                               |  |  |                         |                         |                         |                         |                         |                         |  |  |  |  |  |  |  |  |  |  |  |  |  |  |  |  |  |  |